# Riley Griffiths
Riley Griffiths es un actor estadounidense, conocido por su papel de Charles Kaznyk en la película de 2011, Super 8.

## Biografía
Griffiths nació el 14 de mayo de 1997 en Cedar City, Utah. Su primer papel fue cuando tenía 6 años, cuando participó en una versión de William Shakespeare's A Midsummer Night's Dream.
En 2010, Griffiths consiguió su primer papel importante, cuando fue seleccionado para interpretar el papel de Charles Kaznyk, en Super 8, dirigida por JJ Abrams y producida por Steven Spielberg. En la actualidad vive en la Issaquah, Washington.

## Filmografía

### Películas
| Año  | Película | Rol            |
| ---- | -------- | -------------- |
| 2011 | Super 8  | Charles Kaznyk |

### Series de Televisión
| Año  | Título                         | Rol    |
| ---- | ------------------------------ | ------ |
| 2011 | R.L. Stine's The Haunting Hour | Willie |

- Datos: Q7334203